# Plášťovce
Plášťovce este o comună slovacă, aflată în districtul Levice din regiunea Nitra, pe malul râului Litava River⁠(d). Localitatea se află la altitudinea de 147 m deasupra n.m., se întinde pe o suprafață de 50,51 km2 și în 2017 număra 1.547 de locuitori.
Localitatea este înfrățită cu Comuna Kose.

## Istoric
Localitatea Plášťovce este atestată documentar din 1156.

## Demografie
| An:                | 1994 | 2004   | 2014   | 2024   |
| ------------------ | ---- | ------ | ------ | ------ |
| Număr de persoane: | 1787 | 1701   | 1594   | 1442   |
| Diferență:         |      | −4,81% | −6,29% | −9,53% |

| An:                | 2023 | 2024   |
| ------------------ | ---- | ------ |
| Număr de persoane: | 1468 | 1442   |
| Diferență:         |      | −1,77% |